# Siberische wulp
De Siberische wulp (Numenius madagascariensis) is een vogel uit de familie van de strandlopers en snippen (Scolopacidae). De vogel broedt in het noordoosten van Azië en trekt in de winter naar Zuidoost-Azië en Australië. Het is een bedreigde trekvogelsoort.
De wetenschappelijke naam wers 1766 door Carl Linnaeus gepubliceerd als Scolopax madagascariensis. Linnaeus ontleende zijn beschrijving aan een (ongeldige) beschrijving van de Fransman Brisson uit 1760. Brisson baseerde zich weer op wat Poivre indirect aan hem rapporteerde en daar ging iets mis, want waarschijnlijk bedoelde Poivre niet Madagaskar (waar de Siberische wulp nog nooit is waargenomen), maar Makassar, waar deze wulp tijdens de trek verzameld kan zijn.

## Kenmerken
De Siberische wulp is de grootste van alle steltlopers, 53 tot 61 cm lang. Hij lijkt op de gewone wulp (48 tot 57 cm), maar door zijn grootte het meest op de Amerikaanse wulp. De kromme snavel is 12,8 tot 20,1 cm lang (gewone wulp: 9 tot 15 cm). Hij verschilt verder van de andere soorten wulpen door een effen bruin gekleurde ondervleugel, zonder een patroon van vlekken of stippels zoals bij de andere soorten.

## Verspreiding en leefgebied
De Siberische wulp broedt in het noordoosten van Azië, onder andere in Siberië en het schiereiland Kamtsjatka en Mongolië. Het broedhabitat bestaat uit draslanden, natte heide en oevers van meren.
De overwinteringsgebieden liggen aan de kusten van Australië, maar ook bij Zuid-Korea, Thailand, de Filipijnen en Nieuw-Zeeland. Daar verblijven ze in riviermondingen, op stranden en in waddengebieden.

## Status
De grootte van de populatie wordt geschat tussen de 20.000 en 40.000 individuen. De Siberische wulp gaat in aantal achteruit omdat op de trekroute naar de overwinteringsgebieden in Australië de foerageergebieden langs de Gele Zee en in het zuiden van Australië in hoog tempo worden drooggelegd en gebruikt voor de aanleg van infrastructuur. Om deze redenen staat de soort sinds 2015 als bedreigd op de Rode Lijst van de IUCN.

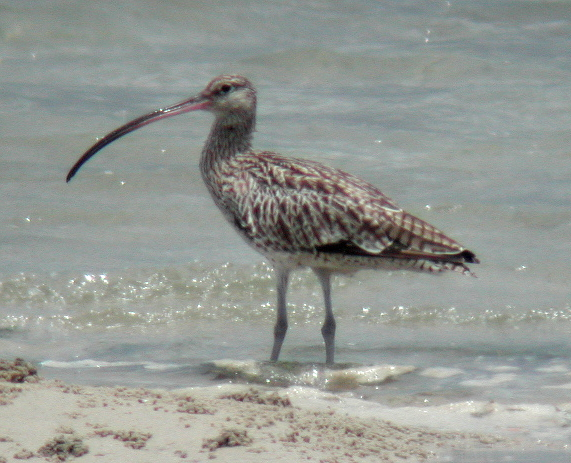
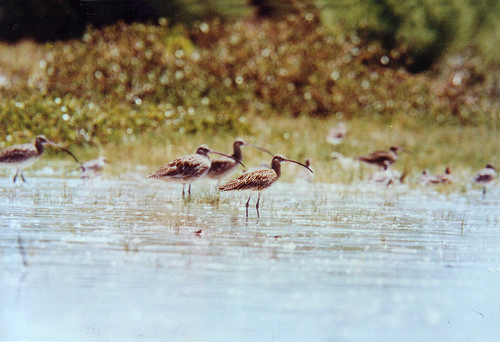
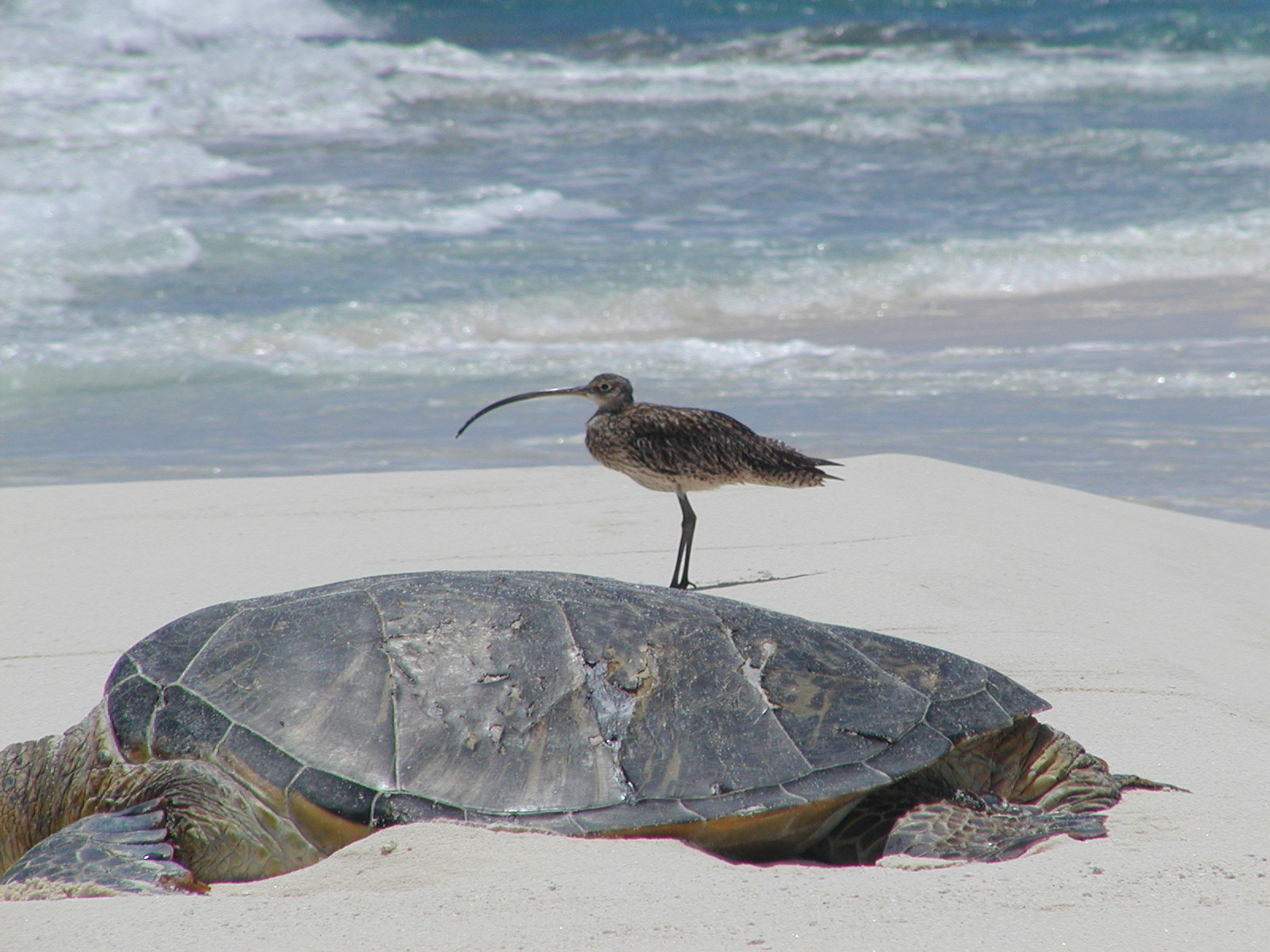

- Video uit Queensland (Australië)